# Shelbourne F.C.
Shelbourne F.C. (irl. Cumann Peile Shíol Broin) – klub piłkarski założony w 1895 w dublińskiej dzielnicy Drumcondra. 14-krotny mistrz Irlandii. W 2007 roku z powodów finansowych klub został zdegradowany do drugiej ligi, a jego miejsce w ekstraklasie zajął Waterford United, mimo zdobytego w 2006 roku mistrzostwa Irlandii klub z Dublina wycofał się z gry w eliminacjach Ligi Mistrzów i nie wystąpił w żadnych europejskich pucharach, jego miejsce zajął tam ówczesny wicemistrz - Derry City. Do 2021 roku klub występował głównie w drugiej lidze, a w ekstraklasie miał krótkie epizody w latach 2012-2013 i w 2020 roku, w 2023 roku klub zajął 4. miejsce i w 2024 roku po raz pierwszy od 19 lat wystąpił w eliminacjach europejskich pucharów odpadając w II rundzie eliminacji Ligi Konferencji UEFA, również w 2024 roku klub zdobył pierwsze od lat i 14. w historii mistrzostwo Irlandii. Shelbourne jest trzecim klubem w Irlandii pod względem liczby mistrzostw kraju.  

## Sukcesy
- Mistrzostwo Irlandii (14 razy): 1926, 1929, 1931, 1944, 1947, 1953, 1962, 1992, 2000, 2002, 2003, 2004, 2006, 2024
- Puchar Irlandii (7 razy): 1939, 1960, 1963, 1993, 1996, 1997, 2000
- All Ireland Cup (3 razy): 1906, 1911, 1920
- Puchar Ligi Irlandzkiej (1 raz): 1995

## Europejskie puchary
Legenda do wszystkich tabel:
- Q – runda eliminacyjna, 1/16, 1/8, 1/4, 1/2 – odpowiednia faza rozgrywek, Grupa – runda grupowa, 1r gr – pierwsza runda grupowa, 2r gr – druga runda grupowa, F – finał, R – runda, PO – play-off
- k. – rzuty karne, los. – losowanie, Dogr. – dogrywka, w. – zasada bramek strzelonych na wyjeździe

| Sezon   | Rozgrywki                 | Runda | Przeciwnik          | Dom | Wyjazd | Ogólnie      |
| ------- | ------------------------- | ----- | ------------------- | --- | ------ | ------------ |
| 1962/63 | Puchar Europy             | Q     | Sporting            | 0–2 | 1–5    | 1–7          |
| 1963/64 | Puchar Zdobywców Pucharów | 1R    | FC Barcelona        | 0–2 | 1–3    | 1–5          |
| 1964/65 | Puchar Miast Targowych    | 1R    | Os Belenenses       | 0–0 | 1–1    | 1–1, 2–1 (D) |
| 1964/65 | Puchar Miast Targowych    | 2R    | Atlético Madryt     | 0–1 | 0–1    | 0–2          |
| 1971/72 | Puchar UEFA               | 1R    | Vasas               | 1–1 | 0–1    | 1–2          |
| 1992/93 | Liga Mistrzów             | Q     | Tawrija Symferopol  | 0–0 | 1–2    | 1–2          |
| 1993/94 | Puchar Zdobywców Pucharów | Q     | Karpaty Lwów        | 3–1 | 0–1    | 3–2          |
| 1993/94 | Puchar Zdobywców Pucharów | 1R    | Panathinaikos       | 1–2 | 0–3    | 1–5          |
| 1995/96 | Puchar UEFA               | Q     | Akraness            | 0–3 | 0–3    | 0–6          |
| 1996/97 | Puchar Zdobywców Pucharów | Q     | Brann               | 1–3 | 1–2    | 2–5          |
| 1997/98 | Puchar Zdobywców Pucharów | Q     | Kilmarnock          | 1–1 | 1–2    | 2–3          |
| 1998/99 | Puchar UEFA               | 1Q    | Rangers             | 3–5 | 0–2    | 3–7          |
| 1999    | Puchar Intertoto          | 1R    | Neuchâtel Xamax     | 0–0 | 0–2    | 0–2          |
| 2000/01 | Liga Mistrzów             | 1Q    | Słoga Skopje        | 1–1 | 1–0    | 2–1          |
| 2000/01 | Liga Mistrzów             | 2Q    | Rosenborg           | 1–3 | 1–1    | 2–4          |
| 2001/02 | Puchar UEFA               | Q     | Brøndby             | 0–3 | 0–2    | 0–5          |
| 2002/03 | Liga Mistrzów             | 1Q    | Hibernians          | 0–1 | 2–2    | 2–3          |
| 2003/04 | Puchar UEFA               | Q     | Olimpija Lublana    | 2–3 | 0–1    | 2–4          |
| 2004/05 | Liga Mistrzów             | 1Q    | Reykjavíkur         | 0–0 | 2–2    | 2–2, w.      |
| 2004/05 | Liga Mistrzów             | 2Q    | Hajduk Split        | 2–0 | 2–3    | 4–3          |
| 2004/05 | Liga Mistrzów             | 3Q    | Deportivo La Coruña | 0–0 | 0–3    | 0–3          |
| 2004/05 | Puchar UEFA               | 1R    | Lille               | 2–2 | 0–2    | 2–4          |
| 2005/06 | Liga Mistrzów             | 1Q    | Glentoran           | 4–1 | 2–1    | 6–2          |
| 2005/06 | Liga Mistrzów             | 2Q    | Steaua Bukareszt    | 0–0 | 1–4    | 1–4          |
| 2006    | Puchar Intertoto          | 1R    | Vėtra Wilno         | 4–0 | 1–0    | 5–0          |
| 2006    | Puchar Intertoto          | 2R    | Odense              | 1–0 | 0–3    | 1–3          |
| 2024/25 | Liga Konferencji          | 1Q    | St Joseph’s         | 2–1 | 1–1    | 3–1          |
| 2024/25 | Liga Konferencji          | 2Q    | FC Zürich           | 0–0 | 0–3    | 0–3          |
| 2025/26 | Liga Mistrzów             | 1Q    | Linfield            | 1–0 | 1–1    | 2–1          |
| 2025/26 | Liga Mistrzów             | 2Q    | Qarabağ FK          | 0–3 | 0–1    | 0–4          |
| 2025/26 | Liga Europy               | 3Q    | HNK Rijeka          | 1–3 | 2–1    | 3–4          |
| 2025/26 | Liga Konferencji          | PO    | Linfield            | –   | –      | –            |